# Heidenloch (Neidlingen)
Das Heidenloch ist eine Karsthöhle am nördlichen Trauf der Schwäbischen Alb auf der Gemarkung der Gemeinde Neidlingen.
Der Eingang liegt unweit der Burgstelle Randeck in der Nähe des Weilers Randeck, südlich der Ortschaft Hepsisau. Einige Meter sind begehbar.
Der Heidenfelsen mit der Heidenhöhle sind unter der Nummer 811-60432801 als Naturdenkmal und unter der Nummer 13622/921 auch als Geotop geschützt.